# بیمارستان سن-لویی

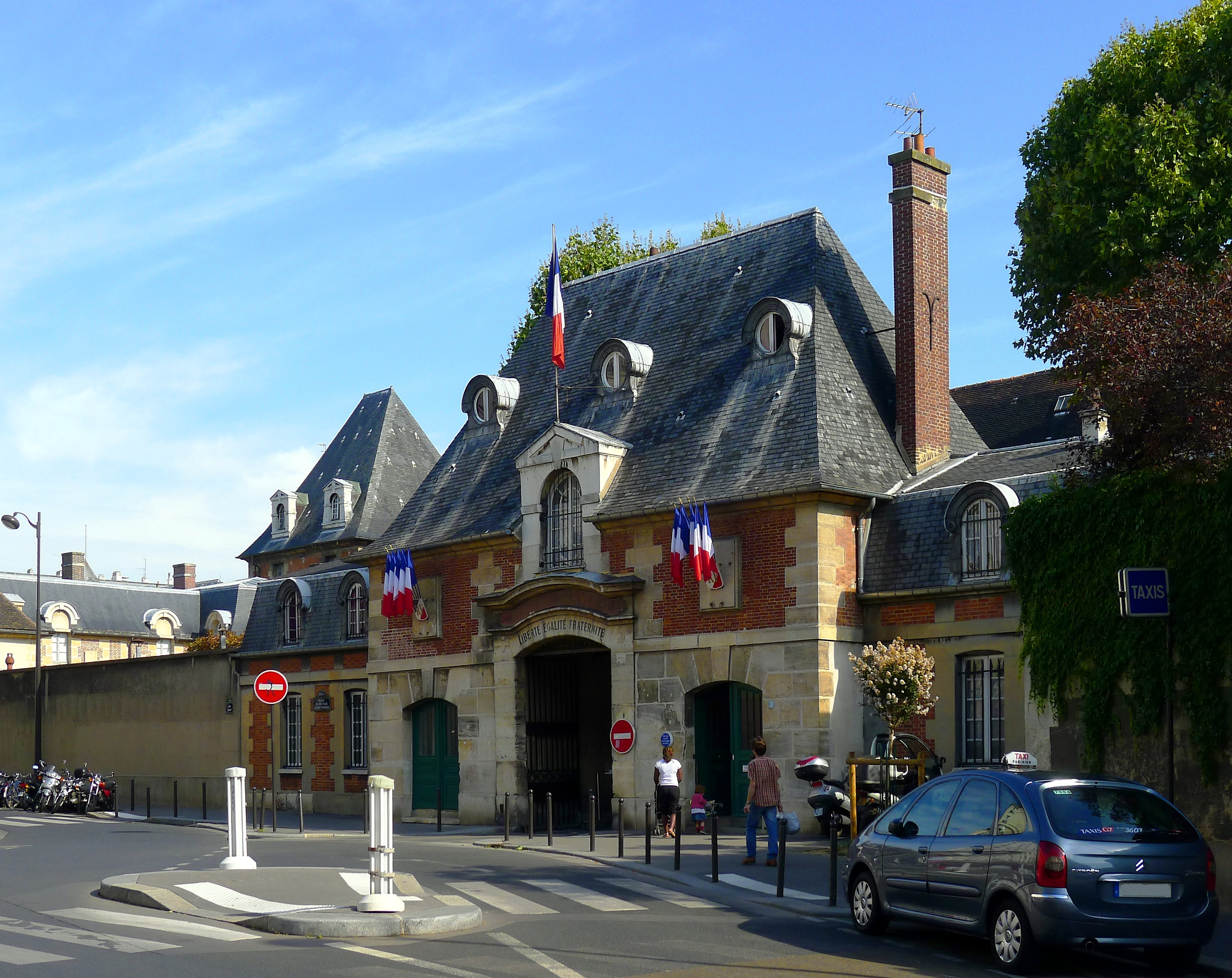
بیمارستان سن-لویی

بیمارستان سن-لویی (فرانسوی: Hôpital Saint-Louis‎) یک بیمارستان در پاریس است که توسط معمار فرانسوی «کلود وِلفو» در سال ۱۶۱۱ میلادی، به درخواست هانری چهارم، پادشاه فرانسه طراحی و ساخته شد.
این مجموعهٔ درمانی، یکی از بیمارستان‌های گروهِ «کمک‌های عمومی–بیمارستان‌های پاریس» است که در خیابان کلود ولفو، پلاک ۱ (در منطقه ۱۰ پاریس) و در نزدیکی ایستگاه متروی «گونکور» واقع شده‌است.
ساخت این بیمارستان در ۱۷ مه ۱۶۰۷ میلادی به دستورِ هانری چهارم فرانسه آغاز شد تا از تراکم و فشارِ کاریِ بیمارستان اوتل-دیو در دوران اپیدمی طاعون کاسته شود. وی این مرکز درمانی را به یادِ لوئی نهم که در اثر اسهال خونی منتشر و کشنده در تونس درگذشته بود «سن لویی» نام نهاد.
این بیمارستان از قرن نوزدهم نقش مهمی در مطالعه بیماری‌های پوست داشته و دارای موزه‌ای از بیماری‌های پوستی با مجسمه‌های مومی است. امروزه این بیمارستان یکی از مراکز اصلی و مهم بیماری‌های پوست و مو، خون‌شناسی و سرطان‌شناسی است.